# Coll d'Estenalles
El coll d'Estenalles és un coll que uneix de manera transversal d'est a oest les dues carenes principals del massís de Sant Llorenç del Munt i l'Obac: Sant Llorenç del Munt i la serra de l'Obac, les quals discorren de nord a sud. Té una elevació de 870,4 m i està situat al terme municipal de Mura, al Bages.
És a dins del límit del Parc Natural de Sant Llorenç del Munt i l'Obac, a una situació força cèntrica. S'hi troba el Centre d'Informació del Coll d'Estenalles, un dels equipaments més importants del parc natural.
Es tracta d'un punt de pas important per municipis del nord del Vallès Occidental com Matadepera o Terrassa, així com també de municipis de l'est del Bages com Mura, Talamanca o El Pont de Vilomara i Rocafort. També és un lloc de pas de diverses rutes i senders, i és el punt de partida d'alguns itineraris del parc natural.

## Situació

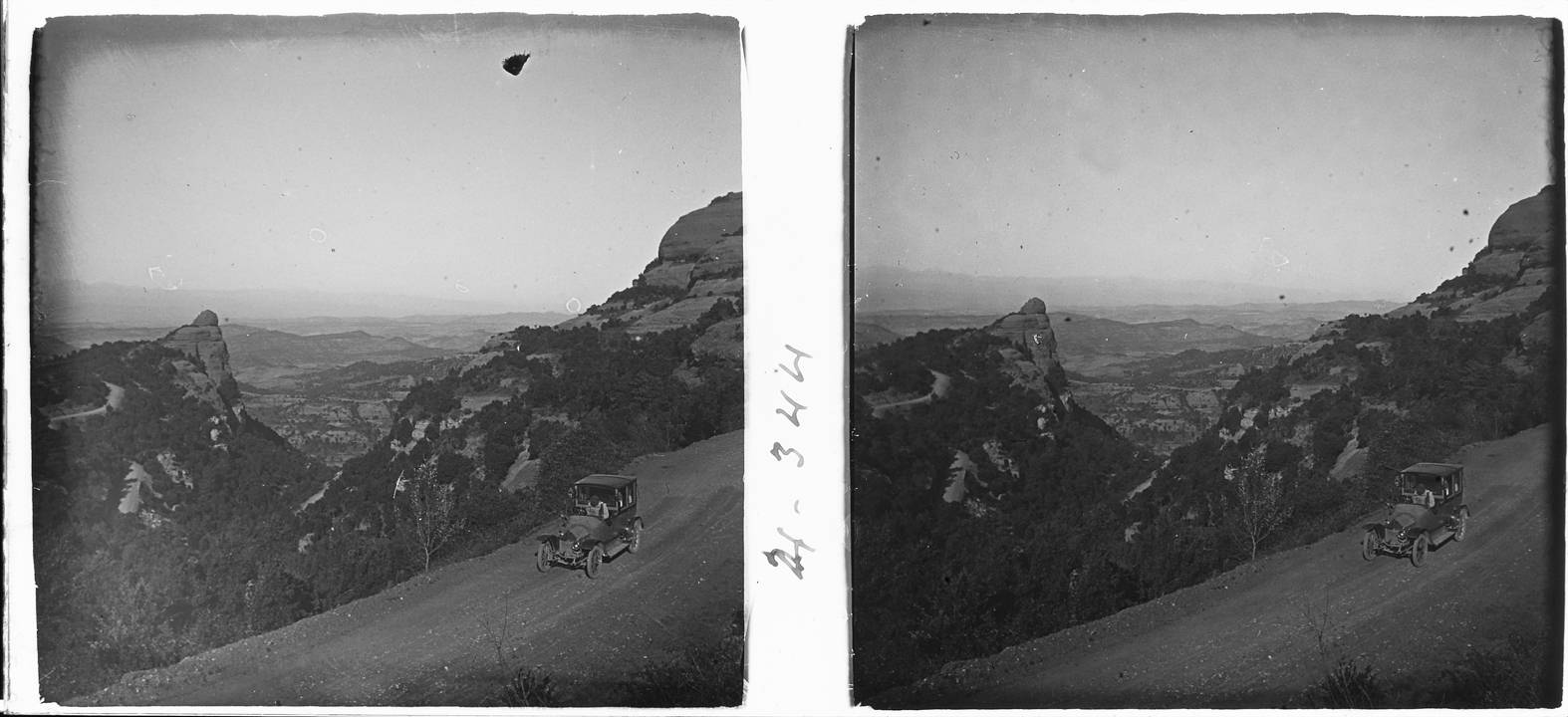
Fotografia de 1916 de Josep Salvany i Blanch des del coll d'Estenalles

El coll d'Estenalles és a la unió de la carena de Sant Llorenç del Munt i de la serra de l'Obac. A la banda est del coll, s'ajunta amb Sant Llorenç del Munt a través del contrafort sud-oest del Montcau (1.056 m), el cim del qual és a gairebé 1 km de distància. Pel cantó oest, el coll s'uneix al cim del Muronell (922,5 m), situat a la serra de la Mata a poc més de 200 m, la qual és una serra secundària de la serra de l'Obac.
Fa de divisòria entre les conques hidrogràfiques de la riera de Mura i la riera de les Arenes, les quals acaben desembocant al Llobregat. Al vessant nord del coll, hi ha el clot d'Estenalles, una vall estreta i profunda que va en direcció nord a sud i per on hi baixa el torrent d'Estenalles, el qual s'aboca a la riera de Nespres, i on destaquen les parets verticals dels monòlits de la Falconera i els Cortins. Al vessant sud, hi ha la capçalera de la riera de les Arenes, que discorre per una vall més ampla i de pendent més progressiu i que passa a formar part de la riera de Rubí al nucli de població de les Fonts, situat al sud de Terrassa.

## Centre d'Informació del Coll d'Estenalles
El Centre d'Informació del Coll d'Estenalles és un dels tres centres d'informació del Parc Natural de Sant Llorenç del Munt i l'Obac, a més del Centre d'Informació de Mura i el Centre d'Informació del Pont de Vilomara i Rocafort, dels quals és el més important. El centre forma part de la finca de la Mata, de propietat de la Diputació de Barcelona, i té 308 m² edificats i 132 m² de sostre. Al costat del centre hi ha una àrea d'esplai i una bassa de reaprofitament d'aigües pluvials.
És un equipament destinat a donar informació i assessorament al visitants del parc natural a més de rebre excursions d'alumnes d'escoles majoritàriament de Terrassa i Sabadell, a més d'altres llocs de Catalunya. Durant el 2011 va rebre la visita de gairebé 7.500 alumnes i de totes les escoles que van visitar el parc natural la meitat ho van fer exclusivament al Centre d'Informació del Coll d'Estenalles.
L'origen de l'edifici on actualment es troba el centre d'informació està relacionat amb la construcció de la carretera BV-1221 dins el Pla de vies de comunicacions de la Mancomunitat de Catalunya (1914–1923). Llavors, per allotjar els peons i les eines per a la construcció i el manteniment de les carreteres, es construïa el que s'anomenava «caseta dels peons caminers», que, en el cas d'aquesta carretera, s'edificà al coll d'Estenalles. Després del primer pla d'ordenació del parc natural, de 1972, i degut a la situació central que ocupa l'edifici, l'any 1982 fou rehabilitat per la Diputació de Barcelona i s'hi establí el centre d'informació del parc natural.

## Transport
El coll és el punt més alt de la carretera BV-1221, la qual hi passa al km 14,8 i que va, de sud a nord, de Terrassa (al Vallès Occidental) a Navarcles (al Bages). Al km 14,6, a 200 m del Centre d'Informació del Coll d'Estenalles, hi ha una zona d'aparcament. Del coll en surt una pista forestal d'uns 800 m que porta al mas de la Mata, que actualment és la Oficina del Parc Natural de Sant Llorenç del Munt i l'Obac.
És un dels llocs de pas del sender de gran recorregut GR 5, el qual va de Sitges (al Garraf) a Canet de Mar (al Maresme) passant per la Serralada Prelitoral, i és l'inici del sender local SL C-54, que va fins al cim de la Mola (1.103 m) i que comparteix un tram d'1,5 km amb el GR 5 fins al coll d'Eres. També és un punt de pas de la ruta senderista «Els 3 monts» en l'etapa de Sant Llorenç Savall a Mura.
Al coll hi ha una parada d'autobús del Bus Parc Sant Llorenç del Munt i l'Obac, que fa la ruta de Terrassa a Talamanca els dissabtes, diumenges i festius, excepte Nadal i cap d'any. També es pot fer fer la ruta del Bus Parc Sant Llorenç del Munt i l'Obac amb un bitllet combinat tren-bus des qualsevol estació de la línia S1 de la línia Barcelona-Vallès dels Ferrocarrils de la Generalitat de Catalunya.